# のれん太平記
『のれん太平記』（のれんたいへいき）は、1964年4月18日から1966年4月30日までフジテレビ系列の毎週土曜20:00 - 20:56（JST）に放送されていた日本のテレビドラマ。大正製薬の一社提供。
5年に渡って放送された『東芝土曜劇場』に代わって開始したドラマで、1つの店の家族を中心にした作品。全部で5シリーズ制作された。

## 第1シリーズ
1964年4月18日から同年10月10日まで放送。ひも屋「神前」が舞台。
- 庄兵衛：加東大介
- 春子（庄兵衛の妻）：乙羽信子
- せつ子（春子の兄の未亡人）：沢村貞子
- たか（先代の妻）：飯田蝶子
- 美那（せつ子の娘：田村奈巳
- 丸山謙一郎
- 沢井桂子
- 久保明
- 有島一郎
- 津島恵子
- 中山千夏ほか[1]

## 第2シリーズ（続・のれん太平記）
1964年10月24日から同年12月26日まで放送。大阪から東京へ進出したうどん屋「いこま」が舞台。
- 生駒蓮子：乙羽信子
- そめ（先代未亡人）：浪花千栄子
- 綾子（蓮子の娘）：中山千夏
- 生駒半次郎：南都雄二
- 福田公子
- 長谷百合
- 沢村貞子
- 飯田蝶子
- 藤木悠ほか[2]

## 第3シリーズ（新・のれん太平記）
1965年1月2日から6月26日まで放送。花屋「花源」が舞台。
- ふじ：飯田蝶子
- さくら（長女）：沢村貞子
- 松男（長男）：加東大介
- 千鶴子（松男の妻）：乙羽信子
- 竹男（次男）：有島一郎
- 梅男（三男）：藤木悠
- 登美：青山京子
- 健一（松男の息子）：井上紀明
- 桃子（松男の娘）：那須ますみ
- 竹本清吉：市川中車
- 南稚子：津島恵子
- 堀江アキ：中山千夏

ほか

## 第4シリーズ
1965年7月3日から同年10月30日まで放送。横浜の舶来洋品店「倫敦商会」（ロンドンしょうかい）が舞台。
- 佐久間朝子：森光子
- 吉江康太郎：加東大介
- 佐久間操（朝子のおば）：沢村貞子
- 北条花子（佐久間家のばあや）：飯田蝶子
- 林謙二郎（「倫敦商会」番頭）：藤木悠
- 佐久間透（朝子の弟）：津川雅彦
- 栗田ゆかり（「倫敦商会」店員）：黒柳徹子
- 佐久間夕子（透の妹）：島かおり
- 北条春美（花子の孫）：中山千夏

ほか

## 第5シリーズ
1965年11月6日から1966年4月30日まで放送。浅草のせんべい屋「苦楽堂」が舞台。
- 大川よね（ご隠居）：飯田蝶子
- 大川金太（よねの長男）：加東大介
- 鶴代（金太の妻）：乙羽信子
- 大川銀次（よねの次男）：古今亭志ん朝
- 大川桂子（金太の長女）：島かおり
- 大川角雄（金太の長男）：蔵忠芳
- 牧田京助（生地屋）：三井弘次
- 栄（京助の妻）：沢村貞子
- 牧田晴男（京助の息子）：津川雅彦
- 山上竜子（パーテイ屋）：森光子

ほか

## 共通スタッフ
- 脚本：西島大、矢代静一
- 演出：吉岡哲雄
- 制作：フジテレビ、東宝

## 休止
- 第1シリーズと第2シリーズの間の1964年10月17日は、東京オリンピック中継のため休止。